# Paillart
Paillart ist eine französische Gemeinde mit 572 Einwohnern (Stand 1. Januar 2022) im Département Oise in der Region Hauts-de-France (vor 2016 Picardie). Sie gehört zum Arrondissement Clermont, zur Communauté de communes de l’Oise Picarde und zum Kanton Saint-Just-en-Chaussée. 

## Geographie
Die Gemeinde Paillart liegt am Fluss Noye an der Grenze zum Département Somme, etwa 43 Kilometer südsüdöstlich von Amiens. Umgeben wird Paillart von den Nachbargemeinden Hallivillers im Nordwesten und Norden, La Faloise im Norden, Folleville im Nordosten und Osten, Rouvroy-les-Merles im Südosten, Breteuil im Süden, Esquennoy im Westen sowie Bonneuil-les-Eaux im Westen und Nordwesten.

## Einwohner
| Jahr                       | 1962 | 1968 | 1975 | 1982 | 1990 | 1999 | 2006 | 2014 | 2021 |
| -------------------------- | ---- | ---- | ---- | ---- | ---- | ---- | ---- | ---- | ---- |
| Einwohner                  | 554  | 523  | 531  | 511  | 510  | 619  | 622  | 589  | 570  |
| Quellen: Cassini und INSEE |      |      |      |      |      |      |      |      |      |

## Sehenswürdigkeiten
- Kirche Saint-Denis aus dem 15./16. Jahrhundert, seit 1992 Monument historique
- Kapelle Notre-Dame-de-la-Bonne-Mort.

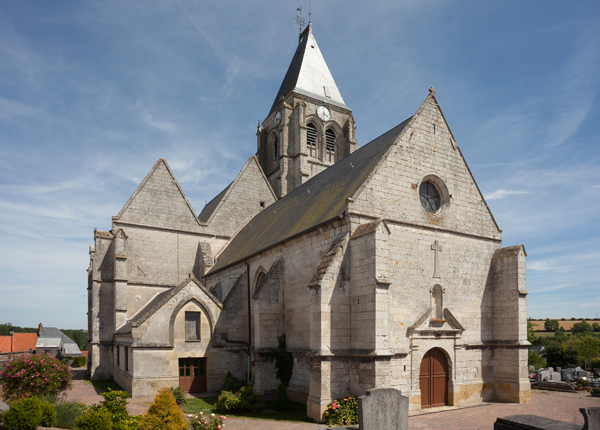
Kirche Saint-Denis

- Kapelle Saint-Lugle.
- Kapelle Saint-Sylvain
- Wasserturm